# Aérodrome de Lac Agile (Mascouche)
Ne doit pas être confondu avec Aéroport de Montréal-Mascouche.
L'aérodrome de Lac Agile (Mascouche) (TC LID : CSA2) est situé à 3,5 miles marins (6,5 km) au nord-nord-ouest de la ville de Mascouche, Québec, Canada.